# 理趣經

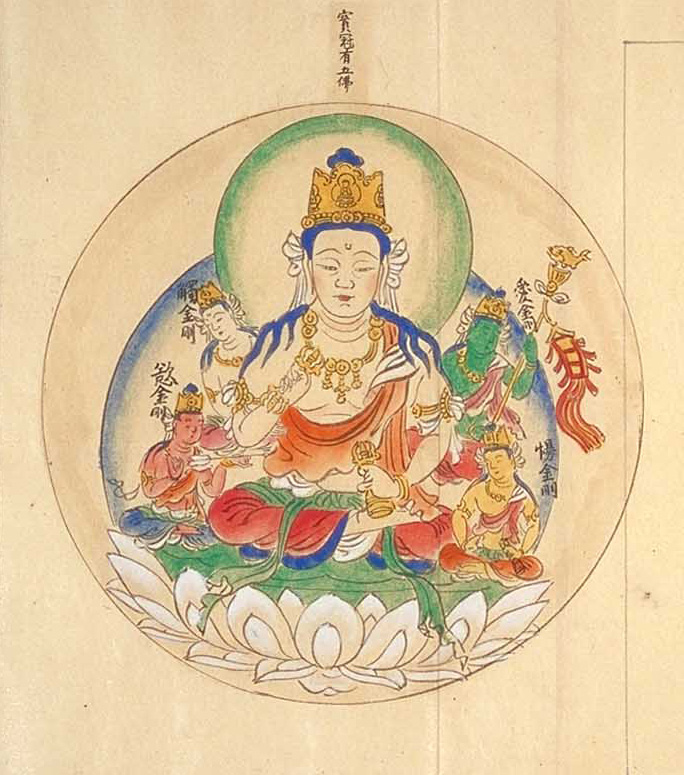
金剛薩埵五秘密法。

《般若理趣經》，相當於梵文《般若理趣百五十頌》全一卷。唐不空三藏譯。全稱《大樂金剛不空真實三摩耶經·般若波羅蜜多理趣品》。在《大正藏》收入《般若部》。相當於《大般若經》般若十六會中之第十會“般若理趣分”。理趣是道理旨趣的意思。本經是大日如來為金剛手菩薩所說，內容共分十七章，說明了實相般若和密教無上秘密。

## 漢譯本
本經譯本有六本：
- 《大般若波羅蜜多經·第十會般若理趣分》，一卷，唐玄奘譯。
- 《實相般若波羅蜜經》，一卷，唐菩提流志譯。
- 《金剛頂瑜伽理趣般若經》，一卷，唐金剛智譯。
- 《大樂金剛不空真實三摩耶經·般若波羅蜜多理趣品》，一卷，唐不空譯。
- 《遍照般若波羅蜜經》，一卷，宋施護譯。
- 《最上根本大樂金剛不空三昧大教王經》，七卷，宋法賢譯。前十五品與唐譯對應。最勝本初（Paramādya）瑜伽怛特羅。

## 簡介
本經也是《金剛頂經》瑜伽十八會中的第六會。在金剛界曼荼羅的九會中設有理趣會。不空譯《金剛頂經瑜伽十八會指歸》：
|  | 第六會，名大安樂不空三昧耶真實瑜伽，於他化自在天宮說。此經中，說普賢菩薩曼茶羅，次說毘盧遮那曼茶羅，次後說金剛藏等，至金剛拳菩薩及外金剛部，說般若理趣。一一尊，具說四種曼茶羅，各說引入弟子儀，授理趣般若波羅蜜多法，及受四種印法。品中各說，求世間、出世間悉地法。 |

### 般若理趣
《大般若經·第十會般若理趣分》：
1. 謂大貪等最勝成就，令大菩薩大樂最勝成就。
2. 大樂最勝成就，令大菩薩一切如來大覺最勝成就。
3. 一切如來大覺最勝成就，令大菩薩降伏一切大魔最勝成就。
4. 降伏一切大魔最勝成就，令大菩薩普大三界自在最勝成就。
5. 普大三界自在最勝成就，令大菩薩能無遺餘拔有情界、利益安樂一切有情畢竟大樂最勝成就。

### 別生經
本經第一章的別生經有六部：
- 《大樂金剛薩埵修行成就儀軌》，屬於第八會勝初瑜伽，
- 《金剛頂勝初瑜伽經·中略出大樂金剛薩埵念誦儀》，屬於第八會勝初瑜伽，
- 《金剛頂普賢瑜伽大教王經·大樂不空金剛薩埵一切時方成就儀》，
- 《金剛頂瑜伽他化自在天理趣會·普賢修行念誦儀軌》，
- 《金剛頂勝初瑜伽·普賢菩薩念誦法》，屬於第八會勝初瑜伽，
- 《普賢金剛薩埵略瑜伽念誦儀軌》，

都說與第一章十七清淨句相應的菩薩的供養念誦法。還有
- 《般若波羅蜜多理趣經·大樂不空三昧真實金剛薩埵菩薩等一十七聖大曼茶羅義述》，

說與十七清淨句對應的菩薩的本誓。
第十七章的別生經有
- 《金剛頂瑜伽金剛薩埵五祕密修行念誦儀軌》，

以金剛薩埵、金剛欲、金剛觸、金剛愛、金剛慢五位菩薩攝第一章十七尊，並說其修行念誦法。

### 注疏
在密教的經典儀軌之中，本經特別受到重視。重要注疏有：
- 《大樂金剛不空真實三昧耶經般若波羅蜜多理趣釋》，兩卷，唐不空譯。
- 《大般若波羅蜜多經般若理趣分述讚》，三卷，唐窺基撰。